# Phare Planitis
Le phare Planitis, également appelé Phare Nisis Planitis est situé sur l'île Planitis, au nord de la baie Panormos, au nord de l'île Tinos dans les Cyclades en Grèce. Il est achevé en 1886 et actuellement inactif.

## Caractéristiques
Le phare est une tour carrée de pierres, accolée à la maison du gardien (très dégradée). La lumière est installée sur une structure métallique devant ce phare. Il s'élève à 80 mètres au-dessus de la mer Égée.

## Codes internationaux
- ARLHS[3] : GRE-109
- NGA : 15738
- Admiralty[4] : E 4320

## Source
(en) [PDF] List of lights radio aids and fog signals - 2011 - The west coasts of Europe and Africa, the mediterranean sea, black sea an Azovskoye more (sea of Azov) (la liste des phares de l'Europe, selon la National Geospatial - Intelligence Agency)- Version 2011 - National Geospatial - Intelligence Agency - p. 274